# Adam Reach
Adam Michael Reach (Londra, 3 febbraio 1993) è un calciatore inglese, centrocampista del Wycombe.

## Carriera

### Club
Ha giocato nella seconda divisione inglese con Middlesbrough e Preston North End, segnando in totale 8 reti in 99 presenze in questa categoria.

### Nazionale
Ha giocato nella nazionale inglese Under-19.
Ha partecipato ai Mondiali Under-20 del 2013.